# Bão Địa Trung Hải

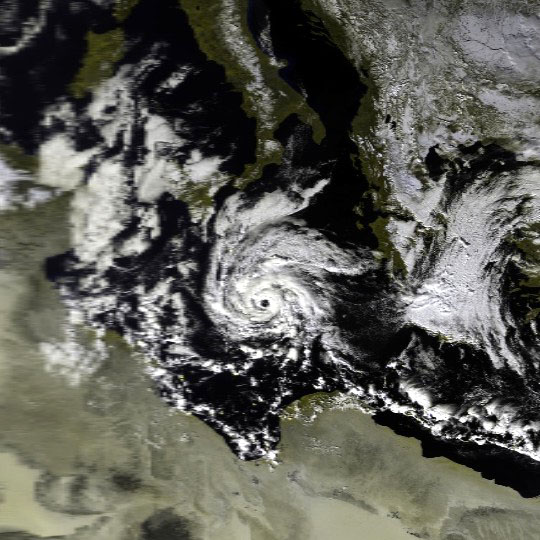
Hình ảnh vệ tinh vào ngày 16/1/1995 của một cơn bão như nhiệt đới ở Địa Trung Hải được ghi nhận kỹ lưỡng

Những cơn lốc xoáy thuận giống nhiệt đới ở vùng Địa Trung Hải, còn được gọi là các cơn bão Địa Trung Hải (tiếng Anh: Mediterranean tropical-like cyclone, Mediterranean hurricanes hay medicanes), là những hiện tượng khí tượng hiếm thấy ở Biển Địa Trung Hải. Do tính chất khô hạn của vùng Địa Trung Hải, việc hình thành các cơn lốc xoáy nhiệt đới là không thường xuyên, với chỉ có 99 cơn bão như nhiệt đới được ghi nhận trong khoảng từ năm 1948 đến năm 2011. Tuy nhiên, không có cơ quan chính thức nào chịu trách nhiệm giám sát sự hình thành và phát triển của chúng. Sự hình thành các cơn lốc xoáy nhiệt đới thường xảy ra trong hai vùng riêng biệt của biển. Khu vực đầu tiên, bao gồm các khu vực phía tây Địa Trung Hải, có nhiều thuận lợi cho sự phát triển hơn là biển Ionia nằm ở phía đông. Địa hình vùng núi khắc nghiệt của vùng gây ra những khó khăn thêm cho dù có thuận lợi cho sự phát triển của thời tiết rất xấu và hoạt động đối lưu nói chung, và chỉ với những hoàn cảnh khí tượng bất thường có thể hình thành các cơn bão. Nhiều nghiên cứu đã được tiến hành về tác động của sự nóng lên toàn cầu đối với sự hình thành của bão nhiệt đới ở Địa Trung Hải, thường kết luận rằng tuy ít các cơn bão sẽ hình thành nhưng mạnh hơn.
Sự phát triển của lốc xoáy nhiệt đới ở Địa Trung Hải thường chỉ xảy ra trong những trường hợp bất thường. Gió đứt thấp và sự bất ổn định khí quyển gây ra bởi sự xâm nhập của không khí lạnh thường là điều kiện cần thiết. Một cơn bão lớn cũng kèm theo vùng khí quyển áp suất thấp lớp trên, cung cấp năng lượng cần thiết cho việc tăng cường sự đối lưu trong khí quyển - dông - và các trận mưa lớn. Các đặc tính chênh lệch áp suất (baroclinic) của vùng Địa Trung Hải, với độ dốc nhiệt độ cao, cũng cung cấp sự mất ổn định cần thiết cho sự hình thành cơn lốc xoáy nhiệt đới. Một yếu tố khác, tăng không khí mát mẻ, cung cấp độ ẩm cần thiết là tốt. Nhiệt độ mặt biển nóng (SSTs) hầu như không cần thiết, tuy nhiên, hầu hết năng lượng của cơn bão đều có nguồn gốc từ nhiệt độ khí nóng. Khi những điều kiện thuận lợi này trùng hợp nhau, sự hình thành các xoáy thuận nhiệt đới lõi ấm Địa Trung Hải, thường là từ bên trong các lớp thấp cõi lạnh đã bị cắt đứt, có thể xảy ra trong một môi trường thuận lợi.
Một vài cơn bão đáng chú ý và gây nhiều thiệt hại được biết là đã xảy ra. Vào tháng 9 năm 1969, một cơn lốc xoáy nhiệt đới ở Địa Trung Hải ở Bắc Phi đã gây ra lũ lụt làm chết gần 600 người, làm 250.000 người trở thành vô gia cư và tàn phá các nền kinh tế địa phương. Một cơn bão vào tháng 9 năm 1996 phát triển ở quần đảo Baleares đã sinh ra sáu cơn lốc xoáy (tornado) và làm ngập nước các hòn đảo. Một số cơn bão cũng đã được nghiên cứu sâu rộng, ví dụ như tháng 1 năm 1982, tháng 1 năm 1995, tháng 9 năm 2006, tháng 11 năm 2011 và tháng 11 năm 2014. Bão tháng 1 năm 1995 là một trong số các lốc xoáy nhiệt đới Địa Trung Hải được nghiên cứu kỹ nhất mà rất tương tự với các cơn lốc xoáy nhiệt đới ở những nơi khác và có thể được quan sát. Các cơn bãoTháng Chín năm 2006, trong khi đó, được nghiên cứu tốt do có sẵn các quan sát trước đó và dữ liệu. Vào tháng 11 năm 2011, Cơ quan Phân tích Vệ tinh của NOAA đã theo dõi một trường hợp có thể thành cơn bão, được Đại học Tự do Berlin (FU Berlin) gọi là Rolf, mặc dù nó đã ngừng hoạt động trong tháng tiếp theo.

## Khí hậu học

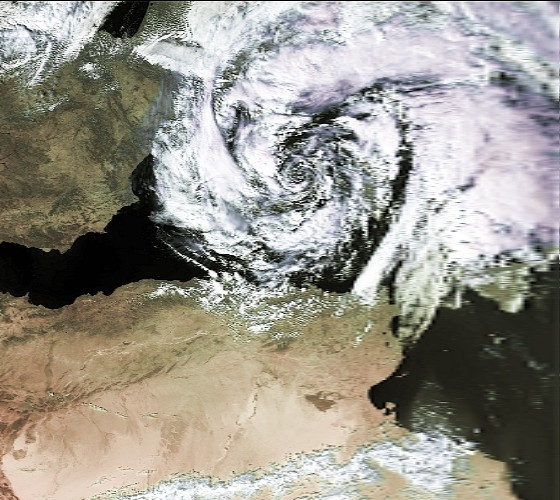
Hình ảnh vệ tinh có thể nhìn thấy của một cơn bão trên Quần đảo Baleares vào ngày 7 tháng 10 năm 1996

Các cơn lốc xoáy nhiệt đới ở Địa Trung Hải không được phân loại là các lốc xoáy nhiệt đới chính thức và khu vực hình thành của chúng không được giám sát chính thức bởi bất kỳ cơ quan nào  và mặc dù Chi nhánh Phân tích Vệ tinh đã phát hành thông tin liên quan đến một cơn bão vào tháng 11 năm 2011 trong khi nó đang hoạt động, nó ngừng làm như vậy vào ngày 16 tháng 12 năm 2011. Tuy nhiên, Địa Trung Hải nằm trong phạm vi trách nhiệm của Hy Lạp, trong khi Météo-France của Pháp cũng phục vụ như là một "dịch vụ chuẩn bị" cho các khu vực này. Phần lớn các cơn lốc xoáy nhiệt đới Địa Trung Hải hình thành trên hai vùng riêng biệt. Vùng đầu tiên, thuận lợi hơn cho sự phát triển hơn vùng thứ hai, bao gồm một khu vực phía tây Địa Trung Hải bao bọc bởi quần đảo Baleares, phía nam nước Pháp, và bờ biển của các đảo Corsica và Sardinia. Vùng phát triển thứ hai được xác định, ở biển Ionia giữa Sicilia và Hy Lạp và kéo dài về phía nam tới Libya, ít thuận lợi cho việc hình thành bão nhiệt đới. Thêm hai vùng, ở biển Aegean và Adriatic, stajo ra ít bão hơn, trong khi hoạt động ở khu vực Levant là tối thiểu. Sự phân bố địa lý của các cơn lốc xoáy nhiệt đới Địa Trung Hải rất khác biệt so với các cơn xoáy thuận khác, với sự hình thành các cơn lốc xoáy thường xuyên tập trung vào các dãy núi Pyrenees và Atlas, Vịnh Genoa, và đảo Síp ở biển Ionia . Mặc dù các yếu tố khí tượng là thuận lợi nhất ở biển Adriatic và Aegean, nhưng bản chất khép kín của địa lý khu vực, bao bọc bởi đất đai, cho phép ít thời gian để tiến hóa hơn nữa .
Địa lý của các dãy núi bao bọc Địa Trung Hải có lợi cho thời tiết khắc nghiệt và dông bão, với bản chất dốc của miền núi cho phép phát triển hoạt động đối lưu. Mặc dù địa lý của vùng Địa Trung Hải, cũng như không khí khô của nó, thường ngăn cản sự hình thành của các cơn lốc xoáy nhiệt đới, khi các tình huống khí tượng nhất định phát sinh, những khó khăn do địa lý của khu vực ảnh hưởng bị vượt qua. Sự xuất hiện của các cơn lốc xoáy nhiệt đới ở Địa Trung Hải nói chung là rất hiếm, với trung bình 1,57 hình thành mỗi năm và chỉ 99 lần ghi nhận các cơn bão nhiệt đới được phát hiện giữa năm 1948 và năm 2011 trong một nghiên cứu hiện đại, không có xu hướng rõ ràng về hoạt động trong giai đoạn đó. Rất ít cơn bão hình thành trong suốt mùa hè, mặc dù hoạt động thường tăng vào mùa thu, đỉnh điểm vào tháng Giêng, và giảm dần từ tháng Hai đến tháng 5. Trong khu vực phát triển Tây Địa Trung Hải, khoảng 0,75 hệ thống như vậy được hình thành mỗi năm, so với 0,32 ở vùng Ionian Sea .
Các nghiên cứu đã đánh giá rằng sự nóng lên toàn cầu có thể dẫn đến cường độ quan sát được cao hơn của các cơn lốc xoáy nhiệt đới do những chênh lệch trong thông lượng năng lượng bề mặt và thành phần khí quyển, cả hai đều ảnh hưởng rất lớn đến sự phát triển của các cơn bão. Ở các vùng nhiệt đới và cận nhiệt đới, nhiệt độ bề mặt biển tăng lên 0.2 °C (0.36 °F) trong khoảng thời gian 50 năm, và ở các lưu vực bão nhiệt đới Bắc Đại Tây Dương và Tây Thái Bình Dương, sự tàn phá tiềm tàng và năng lượng của bão đã gần gấp đôi trong cùng thời gian, chứng minh sự tương quan rõ ràng giữa sự nóng lên toàn cầu và các cường độ xoáy thuận nhiệt đới . Trong khoảng thời gian tương tự 20 năm gần đây, SST ở biển Địa Trung Hải tăng 0,6-1 °C (1,1 đến 1,8 °F)  mặc dù chưa có sự gia tăng đáng kể về hoạt động của bão. Năm 2006, một mô hình khí quyển dựa trên máy tính đã đánh giá tần suất của các cơn lốc xoáy ở Địa Trung Hải trong khoảng từ năm 2071 đến năm 2100, dự báo sẽ giảm vào mùa thu, mùa đông và mùa xuân, trùng hợp với sự gia tăng nhanh chóng của sự hình thành ở gần đảo Síp với cả hai kịch bản quy cho nhiệt độ tăng cao như là kết quả của sự nóng lên toàn cầu. Tuy nhiên, các nghiên cứu khác đã không kết luận, dự báo cả gia tăng và suy giảm thời gian, số lượng, và cường độ. Ba nghiên cứu độc lập, sử dụng các phương pháp luận và dữ liệu khác nhau, đánh giá rằng mặc dù hoạt động của bão có thể sẽ giảm với mức độ tùy thuộc vào kịch bản khí hậu được xem xét, nhưng tỷ lệ phần trăm cao hơn trong số những bão được hình thành sẽ có sức mạnh lớn hơn.

## Phát triển và đặc điểm

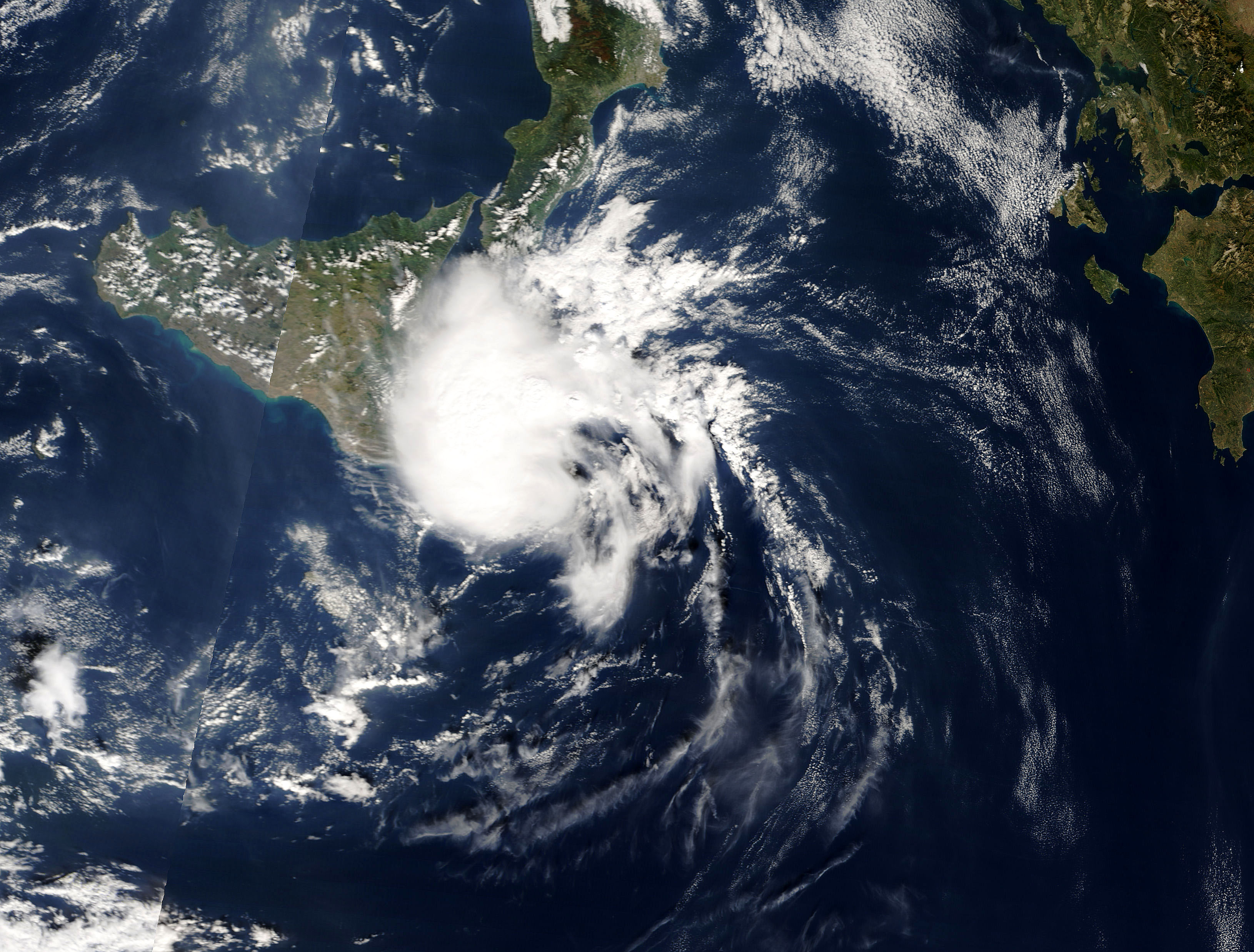
Một cơn bão nhiệt đới Địa Trung Hải ở phía Nam của Ý vào ngày 27 tháng 10 năm 2005

Các yếu tố cần thiết cho việc hình thành bão Địa Trung Hải có sự khác biệt so với thường thấy của các cơn lốc xoáy nhiệt đới; được biết là nổi lên trên các vùng có nhiệt độ mặt biển (SSTs) dưới 26 °C (79 °F), các cơn lốc xoáy nhiệt đới Địa Trung Hải thường đòi hỏi sự xâm nhập của không khí lạnh hơn để gây ra sự bất ổn trong khí quyển. Phần lớn các bão Địa Trung Hải phát triển trên các khu vực Địa Trung Hải có SST từ 15 đến 26 °C (59 đến 79 °F), với giới hạn trên chỉ tìm thấy ở vùng cực nam. Mặc dù nhiệt độ mặt nước biển thấp, sự bất ổn do khí quyển lạnh trong vùng chênh lệch áp suất (baroclinic), vùng có sự khác biệt nhiệt độ và áp suất cao, cho phép tạo ra các bão Địa Trung Hải, trái ngược với các vùng nhiệt đới không có tính baroclinity (chênh lệch áp suất) cao, nên cần phải có SST (nhiệt độ mặt biển) tăng lên. Mặc dù có sự chênh lệch đáng kể về nhiệt độ không khí đã được ghi nhận trong khoảng thời gian hình thành các cơn lốc xoáy nhiệt đới ở Địa Trung Hải, ít sự bất thường ở nhiệt độ mặt biển trùng với sự phát triển của chúng, cho thấy sự hình thành các bão Địa Trung Hải chủ yếu được kiểm soát bởi nhiệt độ không khí cao hơn, không phải bởi SST bất thường. Giống như các cơn lốc xoáy nhiệt đới, gió đứt tối thiểu - sự khác biệt về tốc độ và hướng gió trên một khu vực - cũng như độ ẩm và tính xoáy dồi dào sẽ khuyến khích sự hình thành của các hệ thống giống như xoáy thuận nhiệt đới ở biển Địa Trung Hải .
Do tính chất hạn chế của Địa Trung Hải và khả năng giới hạn của dòng nhiệt - trong trường hợp bão Địa Trung Hải, không khí -
sự vận chuyển hơi nóng biển - các cơn lốc xoáy nhiệt đới có đường kính lớn hơn 300 km (190 dặm) không thể tồn tại ở Địa Trung Hải. Mặc dù là một khu vùng chênh lệch áp suất có độ dốc nhiệt độ cao, nguồn năng lượng chính được sử dụng bởi các cơn lốc xoáy nhiệt đới Địa Trung Hải được lấy từ các nguồn nhiệt cơ bản được tạo ra bởi sự có mặt của hoạt động đối lưu-bão trong môi trường ẩm ướt, giống như các cơn lốc nhiệt đới ở những nơi khác bên ngoài biển Địa Trung Hải. So với các lưu vực xoáy khí hậu nhiệt đới khác, Biển Địa Trung Hải nói chung là môi trường khó khăn cho sự phát triển; mặc dù tiềm năng năng lượng cần thiết cho sự phát triển không phải là bất thường lớn, khí quyển của nó được đặc trưng bởi sự thiếu hụt độ ẩm, cản trở sự hình thành tiềm năng. Sự phát triển đầy đủ của một cơn bão Địa Trung Hải thường đòi hỏi sự hình thành một sự rối loạn baroclinic (chênh lệch áp suất) quy mô lớn chuyển đổi muộn trong vòng đời của nó thành một hệ thống giống như cơn lốc xoáy nhiệt đới, gần như luôn luôn dưới ảnh hưởng của một lớp thấp sâu, lõi lạnh cách biệt trong tầng trung lưu từ phần giữa trở lên, thường là kết quả của những bất thường trong một làn sóng Rossby lan rộng - những cơn gió trong bầu khí quyển trên vận chuyển mạnh.

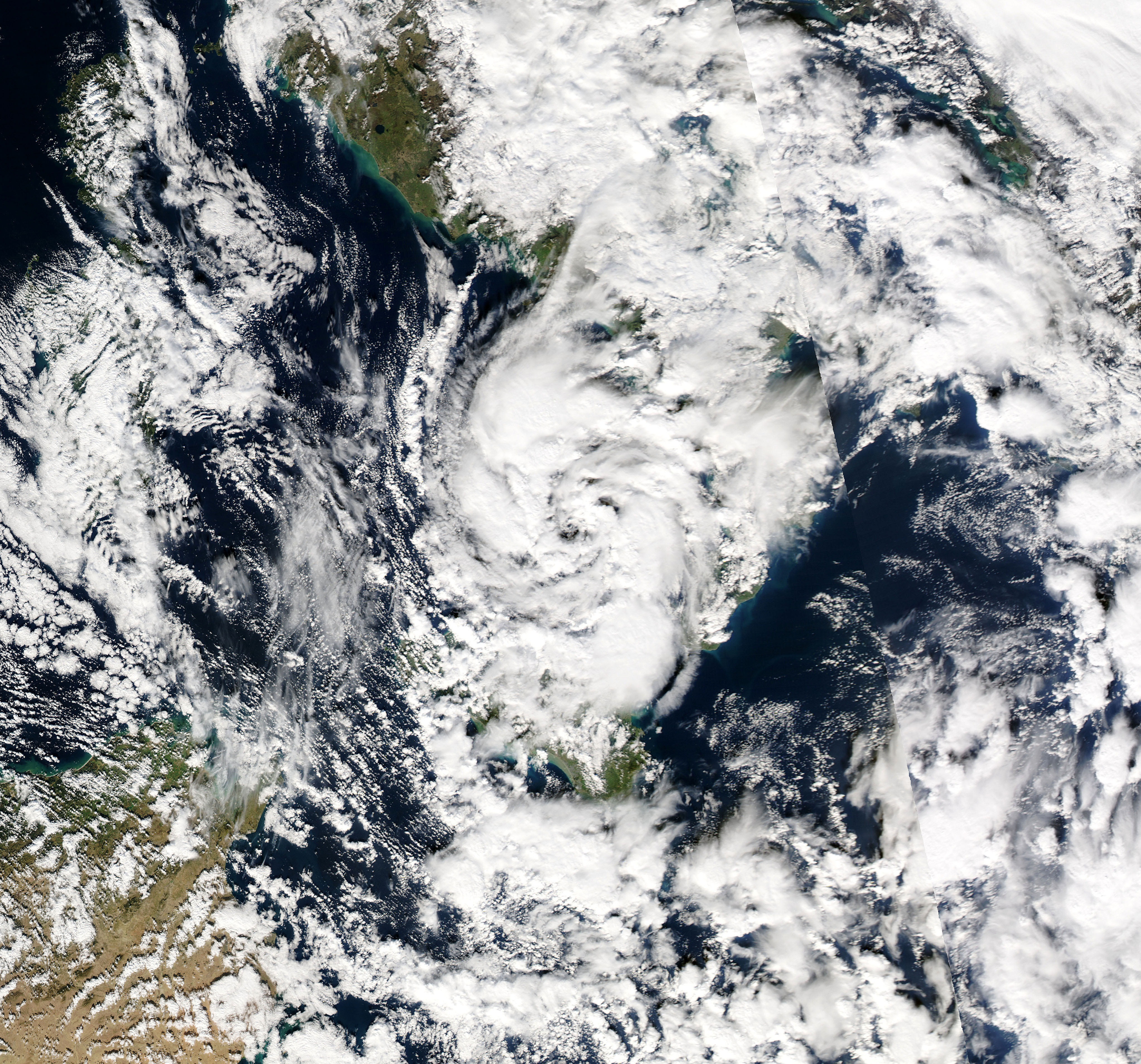
Một cơn bão Địa Trung Hải yếu và không hữu hiệu vào ngày 28 tháng 1 năm 2010

Sự phát triển của bão Địa Trung Hải thường dẫn đến sự dịch chuyển theo chiều dọc của không khí trong tầng đối lưu, dẫn đến sự giảm nhiệt độ của nó trùng với tăng độ ẩm tương đối, tạo ra môi trường thuận lợi hơn cho sự hình thành bão nhiệt đới. Điều này, đến lượt nó, dẫn đến sự gia tăng năng lượng tiềm năng, gây ra sự bất ổn định không khí do không khí sinh ra sức nóng. Không khí ẩm giúp ngăn chặn sự xuất hiện của các cơn gió chuyển động theo chiều dọc - thường cản trở sự khởi đầu của các cơn lốc xoáy nhiệt đới, và trong kịch bản như vậy, gió đứt vẫn còn rất nhỏ; tổng thể, lớp thấp lõi lạnh cách biệt góp phần tốt cho sự hình thành sau đó của các lớp thấp lõi ấm bị ảnh hưởng bởi dòng chảy nhỏ. Tuy nhiên, sự xuất hiện thường xuyên của các lớp thấp lõi lạnh ở tầng trên và tần suất không thường xuyên của các cơn lốc xoáy nhiệt đới Địa Trung Hải cho thấy có thêm những tình huống bất thường khác liên quan đến sự xuất hiện của các cơn bão nhiệt đới. Nhiệt độ mặt biển dâng, tương phản với không khí lạnh trong khí quyển, khuyến khích sự bất ổn trong không khí, đặc biệt là trong tầng đối lưu.
Nói chung, hầu hết các bão Địa Trung Hải đều duy trì bán kính từ 70 đến 200 km (40 đến 120 dặm), kéo dài từ 12 giờ đến 5 ngày, đi từ 700 đến 3.000 km (430 đến 1.860 mi), phát triển mắt bão dưới 72 giờ, và có tốc độ gió lên đến 144 km/h (89 mph), Thêm vào đó, phần lớn được đặc trưng trên hình ảnh vệ tinh là các hệ thống không đối xứng với một mắt bão tròn đặc biệt bao quanh bởi sự đối lưu khí quyển . Sự xoay chuyển yếu, tương tự như trong hầu hết các cơn lốc xoáy nhiệt đới, thường được ghi nhận trong giai đoạn đầu của bão Địa Trung Hải, tăng dần theo cường độ, bão Địa Trung Hải, tuy nhiên, thường ít có thời gian tăng cường, thường yếu hơn hầu hết các cơn bão Bắc Đại Tây Dương và chỉ duy trì thời gian một vài ngày. Mức độ tối đa có thể đạt được của bão Địa Trung Hải tương đương với mức phân loại thấp nhất trên thang bão Saffir-Simpson cấp 1. Trong khi toàn bộ chu kỳ sống của một cơn bão có thể bao gồm nhiều ngày, hầu hết sẽ chỉ giữ được các đặc tính nhiệt đới dưới 24 giờ. Đôi khi tình huống cho phép hình thành các cơn bão Địa Trung Hải nhỏ hơn, mặc dù các điều kiện đòi hỏi khác nhau thậm chí với những điều cần thiết của các cơn bão Địa Trung Hải khác. Sự phát triển của các cơn lốc xoáy nhiệt đới nhỏ bất bình thường ở vùng Địa Trung Hải thường đòi hỏi các lốc xoáy khí quyển ở trên gây ra sự hình thành các cơn bão trong bầu khí quyển thấp hơn, dẫn đến sự hình thành lớp thấp lõi ấm, được khuyến khích bởi độ ẩm, độ nóng và các hoàn cảnh môi trường thuận lợi khác.
Các cơn lốc xoáy ở Địa Trung Hải đã được so sánh với các cơn bão lốc phát triển ở các vùng xa của Bắc và Nam bán cầu - với kích thước nhỏ bé và sự mất ổn định liên quan đến nhiệt độ nóng; tuy nhiên, trong khi các cơn bão Địa Trung Hải gần như luôn luôn có đặc điểm lớp thấp lõi nóng, các bão ở các cực chủ yếu có lõi lạnh. Chu kỳ sống kéo dài của các cơn bão Địa Trung Hải và sự tương đồng với các bão ở các cực sinh ra chủ yếu bởi nguồn gốc như là lớp thấp bề mặt và sự mất ổn định về nhiệt. Lượng mưa và sự đối lưu trong một cơn bão nhiệt đới ở vùng Địa Trung Hải đang phát triển thường bị kích động bởi sự tiếp cận của một vùng khí quyển áp suất thấp - một khu vực dài áp suất không khí thấp - đưa không khí lạnh xuống phía dưới, bao quanh một hệ thống áp suất thấp hiện có. Tuy nhiên, sau khi điều này xảy ra, tỷ lệ mưa giảm đáng kể xảy ra mặc dù tiếp tục cấu tạo , cũng trùng hợp với sự sụt giảm trong hoạt động sét đánh nhiều trước đó . Mặc dù những vùng áp suất thấp thường đi cùng với các cơn bão Địa Trung Hải dọc theo tuyến đường của chúng, sự tách biệt cuối cùng sẽ xảy ra, thường là ở phần sau của chu kỳ sống một cơn bão nhiệt đới Địa Trung Hải. Đồng thời, không khí ướt, bão hòa và làm mát trong khi đi lên trong bầu khí quyển, sau đó gặp cơn bão Địa Trung Hải và cho phép phát triển tiếp và tiến hóa hơn nữa thành một cơn bão nhiệt đới. Nhiều đặc điểm này cũng hiển nhiên đối với một cơn bão ở các cực .

## Sự xuất hiện đáng chú ý và tác động

### Tháng 9 năm 1969

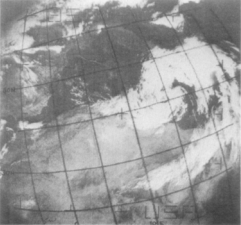
Hình ảnh thấy được từ vệ tinh thời tiết ESSA-8 của cơn bão lốc tháng 9 năm 1969

Một trận bão lớn nhiệt đới ở Địa Trung Hải bất thường phát triển vào ngày 23 tháng 9 năm 1969 phía đông nam Malta, gây ra ngập lụt nghiêm trọng . Độ chênh lệch áp suất và nhiệt độ cao trên dãy núi Atlas rõ ràng vào ngày 19 tháng 9, là kết quả của không khí biển lạnh thâm nhập vào đất liền; phía nam của dãy núi, một áp thấp hứng gió - một vùng áp suất thấp ở vùng núi - phát triển. Dưới ảnh hưởng của địa hình miền núi, lớp thấp ban đầu dao động về hướng đông bắc. Tuy nhiên, sau khi có không khí biển mát, nó uốn lại về phía đông nam trước khi chuyển sang thành một áp thấp ở Sahara liên quan đến một frông lạnh vào khoảng ngày 22 tháng 9. Dọc theo tuyến đường của frông, không khí sa mạc tiến lên phía bắc, trong khi không khí lạnh trôi theo hướng ngược lại, và ở miền bắc nước Libya, khí hậu khô nóng đã chạm với gió Levant lạnh hơn của Địa Trung Hải. Việc cấu tạo sự xáo trộn cải thiện một chút ít trước khi đi vào biển Địa Trung Hải vào ngày 23 tháng 9, khi mà hệ thống này đã hình thành cơn bão ngay lập tức, nhanh chóng tăng lên trong khi tới phía đông nam Malta như là một lớp thấp lõi lạnh cách biệt  và đạt được đặc trưng nhiệt đới. Ở phía tây châu Phi, trong lúc đó, một số rối loạn hội tụ về phía Mauritania và Algeria, trong khi cơn bão Địa Trung Hải quay về hướng tây nam về phía bờ biển, mất lưu thông kín và sau đó tan rã .
Bão lốc xoáy này gây ra lũ lụt nghiêm trọng khắp các vùng của Bắc Phi. Malta đã nhận được mưa 123 mm (4,8 in) vào ngày 23 tháng 9, ở Sfax đo được 45 mm (1,8 inch) vào ngày 24 tháng 9, Tizi Ouzou nhận được 55 mm (2,2 inch) vào ngày 25 tháng 9, Gafsa nhận được 79 mm (3,1 in) và Istanbul đo được 46 mm (1.8 inch) vào ngày 26 tháng 9, Cap Bengut thu được 43 mm (1.7 inch) vào ngày 27 tháng 9, và Biskra nhận được 122 mm (4.8 inch) vào ngày 28 tháng 9. Tại Malta, một chiếc tàu chở dầu 20.000 tấn dụng phải một rạn san hô và bị tách làm đôi, trong khi ở Gafsa, Tunisia, cơn lốc tràn vào các mỏ phosphat, khiến hơn 25.000 thợ mỏ thất nghiệp và gây tốn kém cho chính phủ hơn 2 triệu bảng Anh mỗi tuần. Hàng ngàn lạc đà và rắn, chết chìm vì nước lũ bị cuốn trôi ra biển, và các cây cầu La Mã đồ sộ, chịu đựng tất cả lũ lụt kể từ khi Đế chế La Mã sụp đổ, cũng đổ ngã. Tóm lại, lũ lụt ở Tunisia và Algeria đã làm gần 600 người thiệt mạng, khiến 250.000 người trở nên vô gia cư và kinh tế khu vực thiệt hại nghiêm trọng. Tuy nhiên, do các vấn đề liên lạc, các quỹ cứu trợ lũ lụt và kêu gọi trên truyền hình không được thiết lập cho đến gần một tháng sau đó.

### Tháng 1 năm 1982

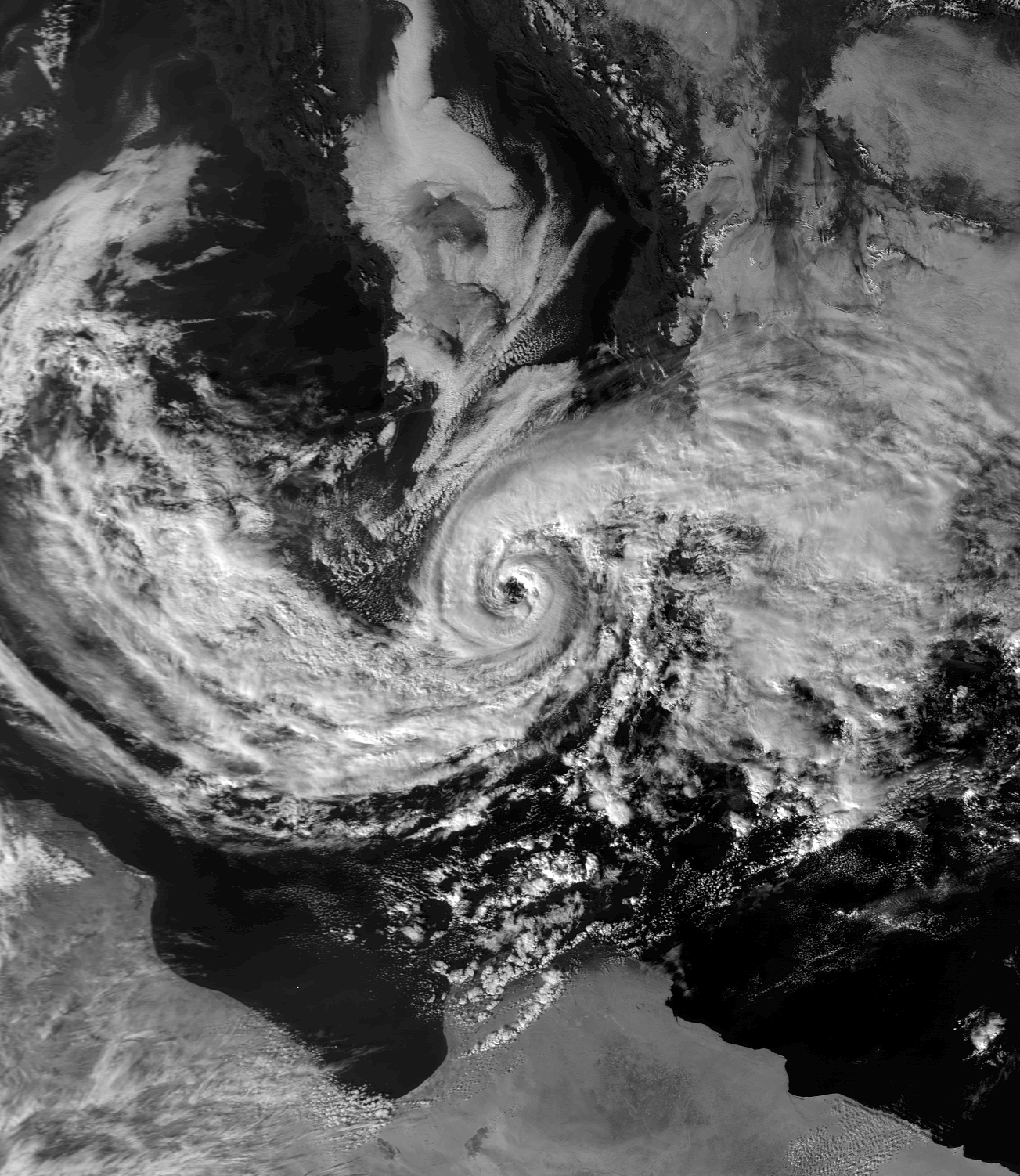
Hình ảnh vệ tinh nhìn thấy từ NOAA-7 của một cơn bão nhiệt đới Địa Trung Hải lúc 1236 UTC ngày 26 tháng 1 năm 1982

Cơn bão nhiệt đới Địa Trung Hải bất thường tháng 1 năm 1982 lần đầu tiên được phát hiện ở vùng biển phía bắc Libya. Bão có lẽ đến dãy núi Atlas dưới dạng khu vực có áp suất thấp vào ngày 23 tháng 1 năm 1982, được một vùng áp xuất thấp dãn dài, trôi chậm trên Bán đảo Iberia. Cuối cùng, một trung tâm lưu thông khép kín phát triển vào khoảng 1310 UTC, trên các phần của Địa Trung Hải với nhiệt độ (SST) khoảng 16 °C (61 °F) và nhiệt độ không khí 12 °C (54 °F)  Một đám mây hình cái móc phát triển trong hệ thống ngay sau đó, xoáy khi nó dãn dài ra thành một công cụ có dạng dấu phảy dài 150 km (93 dặm). Sau khi đi vòng quanh Sicily, nó trôi hướng về phía đông giữa hòn đảo và Peloponnese, uốn cong lại trên tuyến đường nó đi qua một lần nữa, biểu lộ đường viền cong rõ ràng trước khi thu hẹp lại một chút. Cơn bão đạt đến cường độ đỉnh vào ngày hôm sau lúc 1800 giờ UTC, duy trì áp suất khí quyển 992 mbar (29,30 inHg), và sau đó suy yếu dần dần, với áp suất của hệ thống cuối cùng lên đến 1009 mbar (29,80 inHg). Tuy nhiên, hệ thống tái khẳng định một chút, trong một khoảng thời gian sáu giờ vào ngày 26 tháng Giêng. Các tường thuật cho thấy gió 93 km/h (57,7 mph hoặc 50,2 kt) đã có mặt trong cơn bão vào thời điểm đó, mạnh như gió cơn bão nhiệt đới theo thang gió bão Saffir-Simpson,.có lẽ gần tường mắt của cơn bão, nơi có các cơn gió mạnh nhất trong một cơn bão nhiệt đới.
Trung tâm Thời tiết bão của Trung tâm Thời tiết Toàn cầu của Không lực Hoa Kỳ đã khởi xướng "Cố vấn bão Địa Trung Hải" về cơn bão với khoảng cách 6 tiếng bắt đầu từ 1800 giờ UTC vào ngày 27 tháng 1 đến 0600 UTC ngày hôm sau. Sự đối lưu mạnh nhất ở khu vực phía đông của cơn lốc khi nó trôi dạt về phía đông-đông-bắc. Trên hình ảnh vệ tinh hồng ngoại, chính mắt bão có đường kính 58,5 km (7,4 dặm), thu hẹp lại chỉ còn 28 km (17 dặm) một ngày trước khi đổ bộ lên đất liền. Cơn bão lốc xoáy đi qua Malta, Ý và Hy Lạp trước khi tan rã vài ngày sau đó ở vùng cực đông Địa Trung Hải. Tuy nhiên, các quan sát liên quan đến cơn bão không thích hợp, mặc dù hệ thống vẫn duy trì rất nhiều đặc điểm nhiệt đới, có thể nó chỉ là một cơn lốc xoáy ngoài nhiệt đới nhỏ nhưng mạnh mẽ thể hiện mắt rõ ràng, xoắn ốc, một đám mây cao dầy thẳng đứng (cumulonimbi), và gió bề mặt cao dọc theo tường mắt.

### Tháng 1 năm 1995

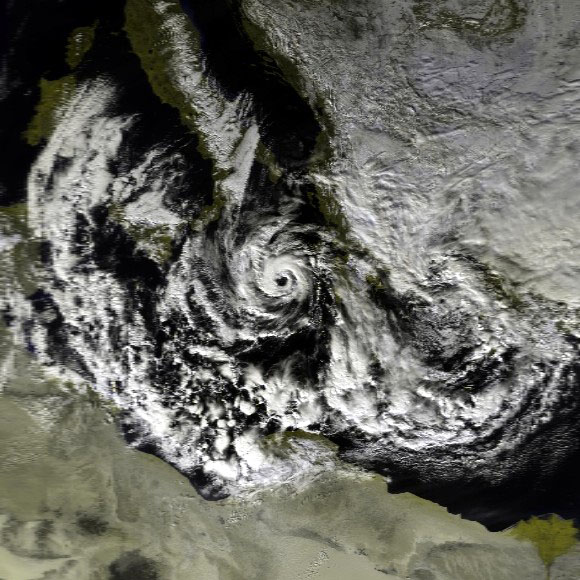
Bão Địa Trung Hải 1995 lúc 1015 UTC vào ngày 15 tháng 1 ngay sau khi sự hình thành cơn bão nhiệt đới

Trong số đông đảo các cơn bão Địa Trung Hải được ghi nhận, cơn bão tháng 1 năm 1995 thường được coi là trường hợp được ghi nhận tốt nhất. Xuất phát từ bờ biển Libya vào trung tâm Địa Trung Hải hướng tới bờ biển Ionia của Hy Lạp vào ngày 13 tháng 1 như là một khu vực có áp suất thấp nhỏ gọn, lớp thấp đảm nhiệm duy trì gió đạt được tốc độ lên đến 108 km/h khi đi qua biển Ionia, trong khi con tàu nghiên cứu của Đức Meteor ghi nhận làn sóng 135 km/h (84 dặm / giờ).´Khi lớp thấp tiếp cận gần Hy Lạp, nó bắt đầu bao phủ một khu vực đối lưu khí quyển; trong khi đó, ở giữa tầng đối lưu, một vùng áp suất thấp kéo dài từ Nga đến Địa Trung Hải, mang theo với nhiệt độ cực lạnh . Hai khu vực có áp suất thấp đã xuất hiện dọc theo tuyến đường của vùng áp suất thấp, với một nằm phía trên Ukraina và một ở phía trên trung tâm Địa Trung Hải, có thể liên quan đến một cơn lốc xoáy ở phía Tây Hy Lạp. Khi suy yếu và tiêu tan vào ngày 14 tháng 1, lớp thấp thứ hai, hệ thống sẽ tiến triển thành cơn lốc nhiệt đới Địa Trung Hải, phát triển vào vị trí của nó vào ngày 15 tháng 1.
Vào thời điểm hình thành, những đám mây cao chỉ ra sự hiện diện của sự đối lưu dữ dội , và cơn lốc này có cấu trúc đám mây trục, có mắt bão không mây mưa, cấu trúc mây mưa kéo dài tăng dần dần xung quanh sự xáo trộn như là một tổng thể . Ngay sau đó, lớp thấp gây ra tách khỏi cơn bão lốc Địa Trung Hải và tiếp tục hướng về phía đông, đi theo hướng biển Aegean và Thổ Nhĩ Kỳ . Ban đầu, giữ khoảng cách giữa Hy Lạp và Sicily với áp suất không khí tối thiểu là 1002 mbar (29,59 inHg), hệ thống mới được hình thành bắt đầu trôi dạt từ tây nam sang nam trong những ngày tiếp theo, chịu ảnh hưởng bởi dòng chảy phía đông bắc kích động bởi lớp thấp ban đầu, bây giờ ở phía đông, và một khu vực áp suất cao trên trung và đông Âu. Áp suất khí quyển của hệ thống tăng lên trong suốt ngày 15 tháng 1 do sự kiện là nó được nhúng trong một môi trường quy mô lớn, với áp lực gia tăng do sự phổ biến của áp suất không khí cao hơn trong toàn khu vực, và không có là dấu hiệu giảm cường độ.
Tốc độ gió ban đầu của cơn bão lốc Địa Trung Hải trẻ nói chung thấp, với gió duy trì chỉ có 28 đến 46 km/h (17 đến 29 mph), với giá trị ghi nhận cao nhất liên quan đến sự xáo trộn là 63 km/h (39 mph) vào lúc 0000 UTC vào ngày 16 tháng 1, hơi thấp hơn ngưỡng cho cơn bão nhiệt đới trên thang gió bão Saffir-Simpson. Cấu trúc của nó bây giờ bao gồm một mắt bão khác biệt bao quanh bởi cumulonimbi quay ngược chiều kim đồng hồ với nhiệt độ trên đám mây ở đỉnh lạnh hơn -50 °C, chứng minh sự đối lưu sâu và đặc điểm thường thấy ở hầu hết các cơn lốc xoáy nhiệt đới. Vào lúc 1200 giờ UTC ngày 16 tháng 1, một con tàu ghi lại gió thổi phía đông-đông nam khoảng 50 hải lý (93 km/h) phía nam-tây nam khoảng 50 km (31 dặm) về phía bắc-đông bắc của trung tâm cơn bão. Sự đối lưu mạnh mẽ tiếp tục đi theo toàn bộ tuyến đường của hệ thống khi nó vượt qua Địa Trung Hải, và cơn lốc đã đổ bộ vào miền bắc Libya vào khoảng 1800 giờ ngày 17 tháng 1, nhanh chóng suy yếu sau khi lên bờ. Khi nó di chuyển trong đất liền, áp suất không khí tối thiểu 1012 mbar (29.89 inHg) đã được ghi lại, kèm theo tốc độ gió 93 km/h (58 mph) khi nó giảm tốc sau khi đi qua Vịnh Sidra . Mặc dù hệ thống này vẫn giữ được sự đối lưu mạnh mẽ trong vài giờ đồng hồ, các đám mây của nó bắt đầu nóng lên, chứng tỏ những đám mây thấp hơn, trước khi mất đi đặc điểm nhiệt đới hoàn toàn vào ngày 17 tháng 1. Các báo cáo về tàu biển ngoài khơi cho thấy bão sản xuất ra gió mạnh, lượng mưa lớn và nhiệt độ ấm bất thường.

### Tháng 9 và tháng 10 năm 1996

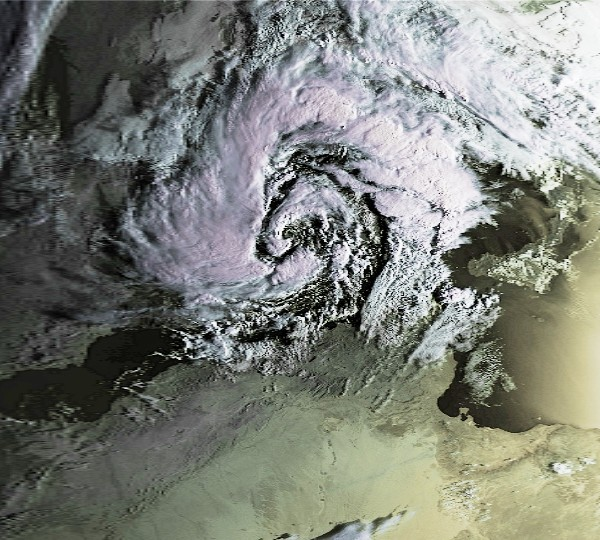
Lốc xoáy nhiệt đới Địa Trung Hải lớn cuối cùng năm 1996 trong khi ở phía tây Italy vào ngày 7 tháng 10

Ba cơn bão Địa Trung Hải đáng ghi nhận đã phát triển vào năm 1996. Bão đầu tiên, vào giữa tháng 9 năm 1996, là một cơn lốc xoáy nhiệt đới điển hình ở Địa Trung Hải được phát triển ở quần đảo Baleares. Vào thời điểm hình thành của bão, một frông lạnh Đại Tây Dương mạnh mẽ và một frông ấm liên quan đến một khu vực áp suất thấp ở quy mô lớn, tạo ra gió đông bắc trên bán đảo Iberia, kéo dài về phía đông tới Địa Trung Hải, trong khi độ ẩm dồi dào tập trung ở tầng đối lưu thấp trên kênh Baleares. Vào sáng ngày 12 tháng 9, một sự xáo trộn phát triển ở Valencia, Tây Ban Nha, gây mưa lớn trên bờ biển ngay cả khi không lên bờ. Mắt bão phát triển một thời gian ngắn sau đó khi hệ thống di chuyển nhanh chóng qua Majorca và Sardinia trong hành trình về phía đông của nó. Nó đã đổ bộ vào bờ biển miền nam nước Ý vào tối ngày 13 tháng 9 với áp suất không khí tối thiểu là 990 mbar (29.24 inHg), tan rã ngay sau khi lên bờ, với đường kính khoảng 150 km (93 dặm) 
Tại Valencia và các vùng khác ở phía đông Tây Ban Nha, cơn bão tạo ra lượng mưa lớn, trong khi sáu trận lốc xoáy xảy ra ở quần đảo Baleares. Trong khi tiếp cận bờ biển của quần đảo Baleares, khu vực áp xuất thấp lõi ấm gây ra áp lực giảm 11 mbar (0,32 inHg) tại Palma, Majorca trước khi cơn lốc xoáy nhiệt đới đổ bộ lên bờ. Các cơn bão Địa Trung Hải nhỏ như cơn bão được tạo ra vào tháng 9 năm 1996 không điển hình, và thường đòi hỏi những hoàn cảnh khác hơn thậm chí với những điều kiện cần thiết cho sự hình thành bão nhiệt đới ở Địa Trung Hải bình thường. Sự Bình lưu cấp thấp ấm - di chuyển nhiệt thông qua không khí hoặc biển - gây ra bởi một khu vực áp suất thấp lượng lớn ở phía tây Địa Trung Hải là một yếu tố chính trong sự gia tăng của đối lưu mạnh mẽ. Sự có mặt của một khu vực áp suất thấp lõi lạnh từ mức giữa đến cao cách biệt, một phương pháp hình thành điển hình đối với các cơn bão Địa Trung Hải, cũng là chìa khóa cho sự phát triển của các cơn bão tố dữ dội trong cơn bão lốc xoáy. Thêm vào đó, sự tương tác giữa một khu vực chênh lệch áp suất trôi hướng đông bắc, cơn bão Địa Trung Hải và quy mô lớn cũng cho phép tạo ra các cơn lốc trong cơn bão tố gây ra bởi cơn xoáy thuận sau khi đổ bộ vào bờ.
Cơn bão thứ hai trong ba trận lốc xoáy nhiệt đới ở Địa Trung Hải năm 1996 được hình thành giữa Sicily và Tunisia vào ngày 4 tháng 10, đổ bộ lên cả Sicilia và miền nam ước Ý. Cơn bão Địa Trung Hải gây ngập lụt lớn ở Sicilia; trong khi đó, ở Calabria, gió mạnh lên đến 108 km/h (67 dặm / giờ) được báo cáo ngoài việc ngập nước nghiêm trọng . Lốc xoáy nhiệt đới lớn thứ ba ở Địa Trung Hải trong năm đó hình thành phía bắc Algeria và tăng cường trong khi đi giữa Quần đảo Baleares và Sardinia, với đặc điểm giống như mắt bão trên vệ tinh. Mắt bị biến dạng và biến mất sau khi đi qua Nam Sardinia vào tối ngày 8 tháng 10, với hệ thống suy yếu như một toàn thể. Vào sáng ngày 9 tháng 10, một con mắt nhỏ hơn xuất hiện khi hệ thống băng qua biển Tyrrhenia, dần dần được tăng cường, với báo cáo 100 km (62 dặm) từ trung tâm bão báo cáo gió có tốc độ 90 km/h (56 dặm / giờ). Các thiệt hại rất cao đã được báo cáo ở Quần đảo Aeolia sau khi cơn bão nhiệt đới đi qua phía bắc Sicily, mặc dù hệ thống này tiêu tan khi quay về phía nam qua Calabria. Nhìn chung, áp suất khí quyển ước tính thấp nhất trong cơn bão Địa Trung Hải thứ ba là 998 mbar (29.47 inHg). Cả hai hệ thống tháng 10 đều có các dải xoắn ốc đặc biệt, đối lưu mạnh, gió kéo dài và lượng mưa dồi dào.

### Tháng 9 năm 2006

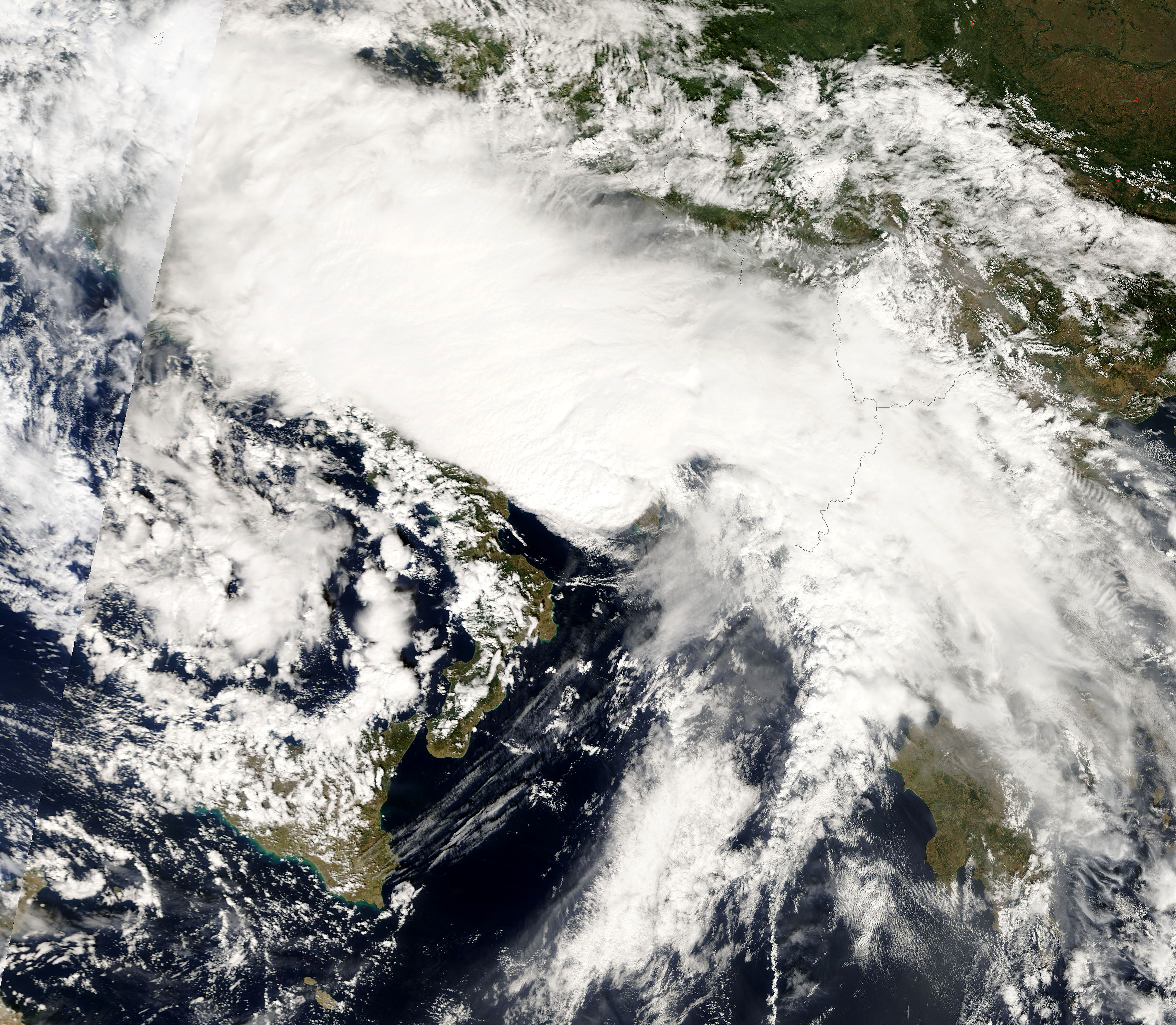
Lốc xoáy nhiệt đới ở Địa Trung Hải ngày 26 tháng 9 năm 2006

Một cơn bão Địa Trung Hải ngắn ngủi đã phát triển gần cuối tháng 9 năm 2006 dọc theo bờ biển Ý. Nguồn gốc của cơn bão này có thể là từ dãy núi Atlas vào tối ngày 25 tháng 9, có thể hình thành như một cơn lốc xoáy bình thường . Vào lúc 06h00 UTC ngày 26 tháng 9, các phân tích mô hình của Trung tâm châu Âu dự báo thời tiết Trung trường (ECMWF) cho thấy sự tồn tại của hai khu vực áp suất thấp dọc theo bờ biển Italy, một ở bờ biển phía tây, quét theo hướng đông qua biển Tyrrhenia, trong khi khu vực khác, mạnh hơn một chút, nằm trên biển Ionia . Khi khu vực áp suất thấp thứ hai tiến gần eo biển Sicily, nó gặp một frông lạnh tạo ra đối lưu di chuyển về phía đông, dẫn đến tăng cường đáng kể, trong khi hệ thống đồng thời giảm kích thước. Sau đó, nó đã đạt được áp suất khí quyển nhỏ nhất khoảng 986 mbar (29,12 inHg) sau khi đi về phía đông bắc qua bán đảo Salentine 40 km (25 dặm) trong khoảng 30 phút tại 0915 UTC cùng ngày.
Cơn gió vượt quá 144 km/h (89 dặm / giờ) được ghi nhận khi nó băng qua Salento do áp lực chênh lệch cao liên quan đến nó, được xác nhận bởi các quan sát radar khu vực biểu thị sự có mặt của một con mắt bão rõ ràng . Các cơn gió lớn gây ra thiệt hại vừa phải trên khắp bán đảo, mặc dù thiệt hại cụ thể không được biết . Khoảng 10 giờ UTC, cả radar và vệ tinh ghi nhận sự xâm nhập của hệ thống vào Biển Adriatic và đường cong của nó dần dần quay lại hướng tây bắc về phía bờ biển Ý. Đến lúc 1700 UTC, cơn lốc đã đổ bộ vào miền bắc Apulia trong khi vẫn duy trì cường độ, với áp suất khí quyển nhỏ nhất là 988 mbar (29,18 inHg). Cơn bão suy yếu trong khi đi sâu vào đất liền của Ý, cuối cùng tan rã khi nó uốn cong về hướng tây-tây nam. Một nghiên cứu sau đó năm 2008 đã đánh giá cơn lốc xoáy có nhiều đặc điểm thấy được trong các cơn lốc xoáy nhiệt đới ở những nơi khác, có hình xoắn ốc, thiết bị như mắt bão, áp suất khí quyển giảm nhanh trước khi đổ bộ đất liền và gió duy trì dữ dội, tập trung gần tường mắt của bão; cấu trúc mắt giống như trong cơn bão, tuy nhiên, không rõ ràng . Kể từ đó, các medicane này trở thành đối tượng nghiên cứu đáng kể như là một kết quả của sự sẵn có của các quan sát khoa học và các báo cáo liên quan đến cơn bão. Đặc biệt, sự nhạy cảm của cơn bão này đối với nhiệt độ bề mặt biển, các điều kiện ban đầu, mô hình, và các sơ đồ thông số được sử dụng trong mô phỏng được phân tích. Sự liên quan của các chỉ số bất ổn định khác nhau đối với chẩn đoán và dự báo các sự kiện này cũng được nghiên cứu.

### Tháng 11 năm 2011 - Bão Rolf
Vào tháng 11 năm 2011, cơn bão nhiệt đới vùng Địa Trung Hải đầu tiên được chính thức đặt tên bởi Cục Quản lý Đại dương và Khí quyển Quốc gia (NOAA) hình thành, được Cơ quan Phân tích Vệ tinh đặt tên thánh là 01M và được Đại học Free University of Berlin (FU Berlin) đặt tên là Rolf  mặc dù trên thực tế không có cơ quan chính thức nào có trách nhiệm giám sát các hoạt động lốc xoáy nhiệt đới ở Địa Trung Hải . Vào ngày 4 tháng 11 năm 2011, một hệ thống chính diện liên kết với một khu vực áp suất thấp khác do FU Berlin theo dõi, được gọi là Quinn, đã sinh ra một hệ thống áp suất thấp thứ hai ở nội địa gần Marseille, sau đó được trường đại học gọi là Rolf. Một khu vực chênh lệch cấp trên ở lục địa Châu Âu bị đình trệ khi nó tiến gần đến Pyrenees trước khi tiếp cận và tương tác với khu vực áp suất thấp được gọi là Rolf. Lượng mưa lớn đã rơi xuống trên các vùng miền nam nước Pháp và tây bắc Ý, dẫn đến nạn lở đất lan rộng và lũ lụt. Vào ngày 5 tháng 11, Rolf chậm lại khi ở trên vùng đồi núi Massif Central, duy trì áp suất 1000 mbar (29,53 inHg). Một frông cố định, ở giữa Madrid và Lisbon, tiếp cận Rolf cùng ngày, với cái frông lạnh phía trước sau đó gặp gỡ và liên kết với Rolf, mà tiếp tục trong vài ngày.
Vào ngày 6 tháng 11, cơn lốc xoáy về phía Địa Trung Hải từ bờ biển phía nam của Pháp, thu hẹp lại đường kính chỉ còn 150 km (93 dặm). Hơi yếu đi, Rolf đến gần quần đảo Baleares vào ngày 7 tháng 11, liên kết với hai frông gây ra mưa to trên khắp châu Âu, trước khi tách ra hoàn toàn và chuyển thành vùng áp suất thấp cách biệt. Cùng ngày, NOAA bắt đầu theo dõi hệ thống, chỉ định nó là 01M, đánh dấu lần đầu tiên nó chính thức theo dõi một medicane. Một tính năng giống như mắt bão phát triển trong khi dải xoắn ốc và sự đối lưu mãnh liệt trở nên rõ ràng. Ở mức cao nhất, kỹ thuật Dvorak phân loại hệ thống là T3.0. Sự đối lưu giảm dần, và sự lệch tâm ở giữa và tầng trên được ghi nhận. Hệ thống này tiếp tục suy yếu nhanh chóng vào ngày 9 tháng 11, trước khi các ý kiến được dừng lại trên hệ thống sau đó cùng ngày, và FU Berlin đã làm theo sau vào ngày 11 tháng 11, loại bỏ tên Rolf khỏi bản đồ thời tiết và tuyên bố sự tiêu tan của nó. Lõi sâu ấm của cơn bão lốc xoáy này kéo dài trong một thời gian dài hơn so với các cơn lốc xoáy nhiệt đới khác ở Địa Trung Hải.

### Tháng 11 năm 2014 - Bão Qendresa
Vào ngày 6 tháng 11 năm 2014, trung tâm lưu thông thấp cấp của Qendresa được thành lập gần quần đảo Kerkennah. Khi hệ thống đang di chuyển từ hướng bắc sang đông bắc và kết hợp với vùng áp suất thấp trên cao từ Tunisia vào đầu ngày 7 tháng 11, hệ thống này đã tăng cường đáng kể với tính năng như mắt bão, nhờ điều kiện thuận lợi. Qendresa trực tiếp đánh vào Malta khi nó mất frông của nó với một mắt bão được xác định rõ hơn, với gió kéo dài mười phút ở tốc độ 110,9 km/h và mạnh nhất ở 153.7 km/h . Áp suất trung tâm được cho là 978 hPa (28.88 inHg). Tương tác với Sicily, xoáy thuận quay về hướng đông bắc và bắt đầu đánh một vòng ngược chiều kim đồng hồ. Vào ngày 8 tháng 11, Qendresa vượt qua Syracuse vào buổi sáng và sau đó suy yếu đáng kể. Đảo về phía đông nam rồi di chuyển về phía đông, Qendresa tan rã như một vùng áp suất thấp còn sót lại ở phía Nam của Crete vào ngày 9 tháng 11.

### Tháng 10 năm 2016 - Bão Iona
Vào đầu ngày 28 tháng 10 năm 2016, 56 km/h (35 dặm/giờ) một xoáy thuận ngoại nhiệt đới bắt đầu phát triển về phía nam của Calabria, trên biển Ionian. Hệ thống này nhanh chóng mạnh lên, đạt tốc độ gió 80 km/h (50 dặm/giờ) khi di chuyển từ từ về phía tây, gây ra sóng cao và hư hỏng nhẹ cho các xe ô tô gần thành phố Valletta của Malta suy yếu vào ngày hôm sau và bắt đầu di chuyển về phía đông. Tuy nhiên, sau ngày hôm đó, nó bắt đầu mạnh lên trở lại và trải qua quá trình chuyển đổi nhiệt đới. Vào lúc 12:00 giờ UTC ngày 30 tháng 10, hệ thống cho thấy sức gió duy trì trong 10 phút là 104 km/h (56 kt). Nó đã trở thành một cơn bão nhiệt đới vào ngày 31 tháng 10. Sau khi đi qua đảo Crete, cơn bão bắt đầu nhanh chóng suy yếu, với cơn bão suy giảm thành vùng thấp ngoại nhiệt đới vào ngày 1 tháng 11. Bão nhiệt đới 90M cũng được một số hãng truyền thông ở châu Âu đặt biệt danh là "Medicane Iona" trong suốt thời gian của nó. Không có số liệu thống kê về tử vong hoặc lượng mưa đã được báo cáo cho hệ thống này luôn ở trên vùng nước mở trong hầu hết thời gian. 

### Tháng 9 năm 2018 - Bão Zorbas
Triển vọng đầu tiên về khả năng phát triển của xoáy thuận lõi ấm nông ở Địa Trung Hải được ESTOFEX đưa ra vào ngày 25 tháng 9 năm 2018 và triển vọng mở rộng thứ hai được đưa ra vào ngày 26 tháng 9 năm 2018. Vào ngày 27 tháng 9 năm 2018, một cơn bão ngoại nhiệt đới đã phát triển ở phía đông Biển Địa Trung Hải. Nhiệt độ nước vào khoảng 27 °C (81 °F) đã hỗ trợ cơn bão chuyển đổi thành một xoáy thuận lai, với lõi nhiệt ấm ở trung tâm. Bão di chuyển theo hướng đông bắc về phía Hy Lạp, mạnh dần lên và phát triển các đặc điểm của một xoáy thuận nhiệt đới. Vào ngày 29 tháng 9, cơn bão đã đổ bộ vào đất liền với cường độ cao nhất ở Peloponnese, phía tây Kalamata, nơi áp suất trung tâm tối thiểu là 989,3 mbar (29,21 inHg). ESTOFEX báo cáo về Zorbas là "Bão Địa Trung Hải 2018M02", với cùng áp suất 989 mbar (29,2 inHg) tại Kalamata, ước tính thêm áp suất trung tâm tối thiểu của cơn bão là 987 mbar (29,1 inHg), với sức gió duy trì tối đa trong một phút là 120 km/h (75 dặm/giờ) và số Dvorak là T4.0, tất cả đều chuyển thành các đặc điểm cận biên của bão cấp 1 cho lốc xoáy. Đầu ngày 1 tháng 10, Zorbas nổi lên Biển Aegean, đồng thời tăng tốc về phía đông bắc. Vào ngày 2 tháng 10, Zorbas di chuyển qua tây bắc Thổ Nhĩ Kỳ và tan biến. Một đợt rét đậm đã được quan sát thấy ở Biển Địa Trung Hải, với nhiệt độ bề mặt biển giảm 3–4 °C (5–7 °F) dọc theo đường mòn Zorbas do nước dâng mạnh.

### Tháng 11 năm 2019 - Bão Bernardo
Tiền thân của cơn bão Bernardo lần đầu tiên được ghi nhận là một vùng thấp sâu trên vùng đông bắc Canada vào ngày 7 tháng 11. Sau khi suy yếu đáng kể và băng qua Đại Tây Dương mà không có bất kỳ tác động nào đáng chú ý, hệ thống được Cơ quan Khí tượng Nhà nước Tây Ban Nha (AEMET) đặt tên là Bernardo vào ngày 9 tháng 11 khi nó đang tiếp cận Bán đảo Iberia từ Vịnh Biscay. Bernardo băng qua miền bắc Tây Ban Nha và tiến vào Biển Địa Trung Hải, ảnh hưởng đến quần đảo Balearic vào ngày 10 tháng 11 với sức gió lên tới 111 km/h (69 dặm/giờ) được ghi nhận tại Dãy núi Alfabia dọc theo bờ biển phía tây bắc của Mallorca. Vào ngày 11 tháng 11, Bernardo đã mạnh lên đến cường độ đỉnh điểm là 996 mbar (29,4 inHg) và hình thành một đặc điểm giống như mắt bão, khiến một số phương tiện truyền thông đưa tin rằng cơn bão có các đặc điểm giống như bão nhiệt đới. Tuy nhiên, AEMET không xác nhận rằng cơn bão đã là bão nhiệt đới.

### Tháng 9 năm 2020 - Bão Ianos
Vào ngày 14 tháng 9 năm 2020, một đặc điểm xoáy thuận nhỏ bắt đầu phát triển trên Vịnh Sidra, nhanh chóng phát triển trong những giờ tới trong khi di chuyển chậm về phía tây bắc với tốc độ gió khoảng 50 km một giờ (31 dặm / giờ). Vào ngày 15 tháng 9, nó đã tăng cường lên 65 km một giờ (40 dặm / giờ) với áp suất tối thiểu là 1010 hPa, với dự đoán sẽ tiếp tục phát triển trong những ngày tới. Lốc xoáy có khả năng mạnh trở thành nhiệt đới trong vài ngày tới do nhiệt độ nước biển ấm từ 28 đến 30 °C (82 đến 86 °F) trong khu vực. .Các mô hình hiện người Thổ Nhĩ Kỳ sử dụng "Tulpar" và người Ý sử dụng "Cassilda". Tại dự đoán nó có thể sẽ đổ bộ vào bờ biển phía tây của Hy Lạp vào ngày 17 hoặc 18 tháng 9. Hy Lạp gán cho hệ thống này cái tên "Ianos" (Ιανός), đôi khi được gọi là "Janus", trong khi cơ quan thời tiết của Đức sử dụng tên "Udine".

### Tháng 9 năm 2023 - Bão Daniel
Bão Daniel được Cơ quan Khí tượng Quốc gia Hellenic đặt tên vào ngày 4/9 và dự kiến sẽ mang theo mưa lớn và gió lớn ở Hy Lạp, đặc biệt là vùng Thessaly của Hy Lạp. Vào ngày 5 tháng 9, thành phố Volos bị ngập lụt trên diện rộng. Làng Zagora ghi nhận lượng mưa 754 mm trong 24 giờ, một kỷ lục đối với Hy Lạp. Một người thiệt mạng ở Volos, một người khác thiệt mạng ở vùng Magnesia. Tính đến ngày 10 tháng 9, có 15 người được xác nhận đã chết ở Hy Lạp. Lũ lụt trên diện rộng cũng xảy ra trong và xung quanh thành phố Larisa. Tại vùng Halkidiki, một số ngôi làng ven biển như Ierissos bị thiệt hại do gió lớn. Tại ngôi làng ven biển Toroni ở Halkidiki, một người phụ nữ chèo thuyền bị gió cuốn đi nhưng sau đó được tìm thấy. Lượng mưa xối xả là kết quả của mức cắt thấp. Đầu ngày 9 tháng 9, hệ thống có dấu hiệu chuyển tiếp cận nhiệt đới. Cuối ngày, nó phát triển một lõi ấm trong khi đèo ASCAT ghi nhận sức gió duy trì 45 hải lý/giờ trước khi đổ bộ vào gần Benghazi, Libya, gây ra lũ lụt lớn ở nước này.

### Các cơn bão khác
Nhiều cơn lốc xoáy ở Địa Trung Hải khác đã xảy ra, nhưng chỉ có vài cơn được ghi chép lại tốt như những năm 1969, 1982, 1995, 1996, 2006, 2011 và 2014. Ngày 27 tháng 9 năm 1983, một medicane được quan sát trên biển giữa Tunisia và Sicilia, đánh vòng xung quanh Sardinia và Corsica, lên bờ hai lần trên các hòn đảo, trước khi đổ bộ vào Tunis vào ngày 2 tháng 10 và tan rã. Sự phát triển của hệ thống không được khuyến khích bởi sự bất ổn định baroclinic; thay vào đó, sự đối lưu được kích động bởi nhiệt độ mặt nước biển cao bất thường vào thời điểm hình thành. Nó cũng có một mắt đặc biệt, đám mây cao cumulonimbus, gió bền vững, và một lõi ấm. Trong hầu hết thời gian của nó, nó vẫn duy trì đường kính từ 200 đến 300 km (120 đến 190 dặm), mặc dù nó đã thu hẹp ngay trước khi đổ bộ lên Ajaccio với đường kính 100 km (62 dặm). Bốn cơn lốc xoáy đáng chú ý khác xảy ra vào cuối thế kỷ XX, ngày 26 tháng 3 năm 1983, 29-30 tháng 12 năm 1984, 30-31 tháng 10 năm 1997 và 5-8 tháng 12 năm 1997, tất cả đều có đặc điểm giống nhau với các cơn lốc xoáy nhiệt đới ở nơi khác .
Một nghiên cứu thực hiện trong năm 2013 tiết lộ có thêm vài cơn bão và thêm thông tin về các medicane hình thành vào ngày 7 tháng 4 năm 1984, 14 tháng 12 năm 1985, ngày 5 tháng 12 năm 1991, ngày 15 tháng 1 năm 1995, 10 tháng 12 năm 1996, ngày 26 tháng 1 năm 1998, 19 tháng 3 năm 1999 và ngày 27 tháng 5 năm 2003. Một nghiên cứu thứ hai, được tiến hành vào năm 2007, cho thấy các cơn bão bổ sung hình thành vào ngày 18 tháng 10 năm 2003, ngày 27 tháng 10 năm 2005 và ngày 15 tháng 12 năm 2005. Một nghiên cứu thứ ba cho thấy một số cơn lốc xoáy khác, trong đó phát triển vào ngày 13 tháng 9 năm 1999, 10 tháng 9 năm 2000, 9 tháng 10 năm 2000, 19 tháng 9 năm 2004, 3 tháng 11 năm 2004, 17 và 26 tháng 10 năm 2007, 4 tháng 12 năm 2008, 13 tháng 4 năm 2012  và 30 tháng 10 năm 2016.

### Citations
1. 1 2  "TCFAQ F1) What regions around the globe have tropical cyclones and who". National Oceanic and Atmospheric Administration. Hurricane Research Division, Atlantic Oceanographic and Meteorological Laboratory. Truy cập ngày 24 tháng 2 năm 2014.
2. 1 2 3  "2011 Tropical Bulletin Archive". National Oceanic and Atmospheric Administration. National Environmental Satellite, Data, and Information Service. ngày 30 tháng 12 năm 2011. Truy cập ngày 23 tháng 2 năm 2014.
3. ↑  "OMM-JCOMM-GMDSS / World Marine Weather Forecast". Global Maritime Distress and Safety System. Météo-France. Bản gốc lưu trữ ngày 17 tháng 9 năm 2017. Truy cập ngày 24 tháng 2 năm 2014.
4. ↑  "OMM-JCOMM-GMDSS / World Marine Weather Forecast". Global Maritime Distress and Safety System. Météo-France. Bản gốc lưu trữ ngày 16 tháng 9 năm 2017. Truy cập ngày 24 tháng 2 năm 2014.
5. 1 2 3  Cavicchia et al. 2013, p. 7
6. ↑  Cavicchia et al. 2013, p. 18
7. 1 2 3  Homar et al. 2003, p. 1470
8. ↑  Emanuel 2005, p. 220
9. 1 2  Cavicchia et al. 2013, p. 6
10. ↑  Cavicchia et al. 2013, p. 8
11. 1 2  Tous & Romero 2013, p. 9
12. ↑  Tous & Romero 2013, p. 10
13. ↑  Anagnostopoulou et al. 2006, p. 13
14. ↑  Gaertner et al. 2007, p. 4
15. ↑  Cavicchia et al 2014, p. 7493
16. ↑  Romero & Emanuel 2013, p. 6000
17. ↑  Walsh et al 2014, p. 1059
18. 1 2  Tous & Romero 2013, p. 8
19. ↑  Cavicchia et al. 2013, p. 14
20. ↑  Cavicchia et al. 2013, p. 15
21. 1 2  Tous & Romero 2013, p. 3
22. ↑  Tous & Romero 2013, p. 5
23. 1 2  Tous & Romero 2013, p. 6
24. ↑  Cavicchia & von Storch 2012, p. 2276
25. ↑  Fita et al. 2007, p. 43
26. ↑  Fita et al. 2007, p. 53
27. 1 2  Miglietta et al. 2013, p. 2402
28. 1 2 3  Homar et al. 2003, p. 1469
29. 1 2  Claud et al. 2010, p. 2211
30. 1 2  Miglietta et al. 2013, p. 2404
31. ↑  Emanuel 2005, p. 217
32. 1 2 3 4 5 6 7  Pytharoulis et al. 2000, p. 262
33. ↑  Winstanley 1970, p. 393
34. 1 2  Winstanley 1970, p. 396
35. 1 2  Winstanley 1970, p. 392
36. ↑  Winstanley 1970, p. 390
37. 1 2  Ernst & Matson 1983, p. 333
38. 1 2 3  Ernst & Matson 1983, p. 334
39. ↑  Reed et al. 2001, p. 187
40. ↑  Reed et al. 2001, p. 189
41. 1 2  Ernst & Matson 1983, p. 337
42. 1 2  Cavicchia & von Storch 2012, p. 2280
43. 1 2 3  Pytharoulis et al. 2000, p. 263
44. 1 2 3 4  Pytharoulis et al. 1999, p. 628
45. 1 2  Pytharoulis et al. 2000, p. 264
46. ↑  Pytharoulis et al. 2000, p. 265
47. ↑  Blier and Ma 1997
48. ↑  Pytharoulis et al. 2000, p. 266
49. ↑  Pytharoulis et al. 2000, p. 267
50. 1 2  Cavicchia & von Storch 2012, p. 2281
51. 1 2 3  Cavicchia & von Storch 2012, p. 2282
52. ↑  Homar et al. 2003, p. 1473
53. ↑  Cavicchia & von Storch 2012, p. 2283
54. ↑  Homar et al. 2003, p. 1471
55. ↑  Cavicchia & von Storch 2012, p. 2284
56. 1 2  Claud et al. 2010, p. 2203
57. 1 2 3 4 5  Moscatello et al. 2008, p. 4374
58. ↑  Moscatello et al. 2008, p. 4375
59. ↑  Miglietta et al. 2011
60. ↑  Davolio et al. 2009
61. ↑  Miglietta et al. 2015
62. ↑  Conte et al. 2010
63. 1 2 3 4  Ilmer, P. (ngày 12 tháng 8 năm 2011). "Lebensgeschichte: Tiefdruckgebiet Rolf". Freie Universität Berlin (bằng tiếng Đức). Institut für Meteorologie. Bản gốc lưu trữ ngày 24 tháng 2 năm 2014. Truy cập ngày 23 tháng 2 năm 2014.
64. 1 2  Sachweh, Michael (ngày 7 tháng 1 năm 2015). "Qendresa - ein bemerkenswerter Medicane" (PDF) (bằng tiếng Đức). Munich: Free University of Berlin. Bản gốc (PDF) lưu trữ ngày 6 tháng 11 năm 2016. Truy cập ngày 1 tháng 11 năm 2016.
65. ↑  "A Medicane (MEDIterranean hurriCANE) or Tropical-Like Cyclone (TLC) brought severe weather to parts of the Mediterranean in early November". EUMETSAT. ngày 8 tháng 11 năm 2014. Bản gốc lưu trữ ngày 7 tháng 11 năm 2020. Truy cập ngày 5 tháng 11 năm 2016.
66. ↑  "Weather Chart" (bằng tiếng Đức). Free University of Berlin. ngày 9 tháng 11 năm 2014. Bản gốc (GIF) lưu trữ ngày 31 tháng 8 năm 2021. Truy cập ngày 4 tháng 11 năm 2016.
67. ↑  Tous & Romero 2013, p. 4
68. ↑  Fita et al. 2007, p. 45
69. ↑  Halloween Surprise: Rare Tropical Storm Forms in Mediterranean Sea